# Mande (Mande)
Mande is een bestuurslaag in het regentschap Cianjur van de provincie West-Java, Indonesië. Mande telt 3987 inwoners (volkstelling 2010).